# Carlo Pagliarini
Carlo Pagliarini (Sant'Ilario d'Enza, 25 settembre 1926 – Roma, 25 giugno 1997) è stato un partigiano, politico e pedagogista italiano. Fu il fondatore e primo presidente dell'Arciragazzi e unico presidente dell'Associazione Pionieri Italiani

## Biografia
Carlo Pagliarini, figlio di Francesco, autista e Ida Cervi, nasce in Emilia-Romagna, a Sant’Ilario d’Enza e frequenta le scuole professionali e molto presto, a 17 anni, entra nella lotta partigiana col nome di battaglia Giorgio. Nel 1945 diventa commissario politico del suo distaccamento, nei pressi di Parma. Il 25 aprile, è chiamato a tenere un discorso, che diventerà il suo manifesto politico: attuare un progetto che coinvolga i giovani del Paese. Si trasferisce a Reggio Emilia per occuparsi dei giovani della provincia, dove crea le basi per la nascita di un movimento giovanile locale.
Nel 1948 si trasferisce a Roma, per occuparsi della nascente Alleanza Giovanile e studiare i presupposti per la creazione del movimento nazionale di ragazzi che sarà l'Associazione Pionieri Italiani. Nel 1949 Pagliarini diventa presidente dell'Associazione Pionieri Italiani, costituita insieme a Dina Rinaldi e Gianni Rodari, coi quali fonda la rivista Pioniere. Conosce Maria Luisa, che diventerà sua moglie nel 1952.
Nel 1962 inizia la sua collaborazione con l'ARCI di cui ricoprirà il ruolo di segretario dove darà vita a una politica culturale nei confronti dei giovani. Le sue politiche si concretizzeranno nel 1981 con la costituzione di Arciragazzi di cui fu il primo presidente.
Muore a Roma il 25 giugno 1997.

## Pensiero
(Carlo Pagliarini, Castelli in aria, Supplemento a RagazzARCI n. 2/3/4, 1997)
Carlo Pagliarini, durante la sua attività politica scrisse numerosi articoli e saggi di carattere pedagogico, sempre su riviste di sinistra come Quaderno dell'Attivista, Educazione Democratica, Gioventù Nuova e altri.
Negli anni '60, tramite i circuiti organizzativi dell'ARCI, aveva negoziato un accordo teatrale con Nova Scena, dove collaboravano Dario Fo e Franca Rame, con i quali non mancarono attriti e incomprensioni.

## Pubblicazioni

### Opere di Carlo Pagliarini
- Silvino Grussu e Carlo Pagliarini, Ragazzi di città, Giunti & Lisciani, 1987, ISBN 978-8809500129.

### Opere postume
- Castelli in aria: scritti educativi di Carlo Pagliarini, collana ragazzARCI n. 2/3/4, Roma, Arciragazzi, 1997.
- Carlo Pagliarini, Associare i ragazzi, a cura di Marco Fincardi, Pendragon, 2021, ISBN 978-8833643700.
- Carlo Pagliarini, Ascoltare Condividere Agire con i ragazzi e per i ragazzi, Thyrus 2019, ISBN 978-88-6808-140-9

## Ricerche storiche
- La Fondazione Gramsci Emilia-Romagna ha un Fondo "Carlo Pagliarini", 1926 - 1997 costituito da 24 buste archivistiche.[8]